# 松浦りょう
松浦りょう（まつうら りょう）は、日本の女優でありファッションモデル。徳島県出身。

## 来歴
2014年の中島哲也監督の映画『渇き。』で女優としてデビューした。2019年にはNHK大河ドラマ『いだてん〜東京オリムピック噺〜』に出演した。2020年には映画『眠る虫』で初主演を務めており、眠る虫はMOOSIC LAB 2019で長編部門グランプリを獲得している。2023年にはアンシュル・チョウハン監督の映画『赦し』の中で主人公である福田夏奈役を務めた。

## 人物
小学生の頃からJUDY AND MARYの大ファンであり、これが切っ掛けとなり、10歳から19歳までバンド活動に興じている。ボーカル兼ギターとして椎名林檎や東京事変のコピーなどをしていたが、高校生時代に所属していた軽音部の顧問から勧められたこともあり、ジャーニー、クイーン、ディープ・パープルなどの洋楽のコピーを始めており、ディープ・パープルの『Burn』はライブで必ず演奏するほど弾き込んでいる。ヤマハ主催の音楽コンテスト「Music Revolution」の全国大会に3度の出場経験があり、会場であったZepp DiverCity TOKYOのステージ上で歌声を披露している。

## バイオグラフィー

### 映画
- 渇き。（2014年） - 香澄 役[要出典]
- レイのために（2019年） - 葉子 役[5]
- 眠る虫（2020年） - 芹佳那子 役[6]
- となりの井戸 〜LIKE YOU〜（2021年） - りょう 役[7]
- Homecomings- MovingDayPt. 2（2021年） - テン 役[8]
- 赦し（2023年） - 福田夏奈 役[9]
- 人生に詰んだ元アイドルは、赤の他人のおっさんと住む選択をした（2023年） - ヒカリ 役[10][11]
- MIRRORLIAR FILMS Season5「たてこもり」（2024年）[12]
- あるいは、ユートピア（2024年）[13]
- オン・ア・ボート （2024年）-高橋さら 役
- くまをまつ（2025年）[14]
- 消滅世界（2025年公開予定） - 深雪 役[15]

### テレビドラマ
- いだてん〜東京オリムピック噺〜（2019年、NHK） - 溝口 役（第二高等女学校の生徒）[16]
- 沼オトコと沼落ちオンナのmidnight call 〜寝不足の原因は自分にある。〜 第3話（2023年9月14日、テレビ東京） - ヒロイン・神田春美 役[17]
- 夫よ、死んでくれないか（2025年4月7日 - 6月23日、テレビ東京） - 鳥居香奈 役[18]

### その他ドラマ
- SNSショートドラマ 追いかけてキス シーズン3（2020年6月）[19]
- HEART ATTACK（2025年3月20日、FOD） - シャンウェイ 役[20]

### 舞台
- 夜だけがともだち（2020年3月） - 夜子 役[21]
- マイクロバスと安定（2025年11月 - 12月〈予定〉）[22]

### MV
- PEOPLE 1「怪獣」（2021年）[23]
- chilldspot「shower」（2022年）[24]
- Laura day romance「wake up call | 待つ夜、巡る朝」（2022年）[25]